# Persone di nome Bryan/Calciatori
| Questa pagina contiene informazioni ricavate automaticamente dalle voci biografiche con l'ausilio del template Bio e di un bot. L'aggiornamento è periodico e automatico e ricostruisce completamente la pagina. Se manca una persona in questa lista, sei pregato di non aggiungerla, ma accertati piuttosto che la sua voce biografica contenga il template Bio e che i dati anagrafici siano correttamente compilati. Se il template Bio manca, inseriscilo tu stesso o, in alternativa, metti l'avviso {{tmp\|Bio}} che ne segnala la mancanza. Se i dati riportati sono sbagliati, correggi direttamente la voce biografica; le modifiche saranno visibili in questa lista entro pochi giorni. Per chiarimenti vedi il progetto antroponimi. La lista contiene solo le 61 persone che sono citate nell'enciclopedia e per le quali è stato implementato correttamente il template Bio. Pagina aggiornata al 6 ago 2025. |

Questa è una lista di persone presenti nell'enciclopedia che hanno il nome Bryan e sono calciatori.

## A(5)
- Bryan Acosta, calciatore honduregno (La Ceiba, n. 1993)
- Bryan Alceus, calciatore haitiano (Colombes, n. 1996)
- Bryan Anastatia, calciatore olandese (n. 1992)
- Bryan Angulo, calciatore ecuadoriano (Guayaquil, n. 1995)
- Bryan Jones Anicézio, ex calciatore brasiliano (Campinas, n. 1990)

## B(5)
- Bryan Bautista, calciatore uruguaiano (Montevideo, n. 1997)
- Bryan Bentaberry, calciatore uruguaiano (Montevideo, n. 1997)
- Bryan Barrios, calciatore honduregno (San Pedro Sula, n. 1994)
- Bryan Mascarenhas, calciatore brasiliano (Salvador, n. 1996)
- Bryan Fiabema, calciatore norvegese (Tromsø, n. 2003)

## C(7)
- Bryan Cabezas, calciatore ecuadoriano (Quevedo, n. 1997)
- Bryan Carrasco, calciatore cileno (La Florida, n. 1991)
- Bryan Carvallo, calciatore cileno (Santiago del Cile, n. 1995)
- Bryan Castrillón, calciatore colombiano (Medellín, n. 1999)
- Bryan Colula, calciatore messicano (Xalapa, n. 1996)
- Bryan Constant, calciatore francese (Fréjus, n. 1994)
- Bryan Cristante, calciatore italiano (San Vito al Tagliamento, n. 1995)

## D(3)
- Bryan Dabo, calciatore francese (Marsiglia, n. 1992)
- Bryan Danessi, calciatore cileno (Quilpué, n. 1989)
- Bryan Douglas, ex calciatore inglese (Blackburn, n. 1934)

## G(8)
- Bryan García, calciatore ecuadoriano (Río Verde, n. 2001)
- Bryan García, calciatore nicaraguense (n. 1995)
- Bryan Garnica, calciatore messicano (Ciudad Nezahualcóyotl, n. 1996)
- Bryan Gasperoni, ex calciatore sammarinese (San Marino, n. 1974)
- Bryan Gaul, ex calciatore statunitense (Naperville, n. 1989)
- Bryan Gerzicich, ex calciatore argentino (Los Angeles, n. 1984)
- Bryan Gil, calciatore spagnolo (L'Hospitalet de Llobregat, n. 2001)
- Bryan González, calciatore messicano (Ciudad Juárez, n. 2003)

## H(2)
- Bryan Henning, calciatore tedesco (Berlino, n. 1995)
- Bryan Heynen, calciatore belga (Genk, n. 1997)

## J(1)
- Bryan Jordan, ex calciatore statunitense (Pasadena, n. 1985)

## K(1)
- Bryan Reynolds, calciatore statunitense (Fort Worth, n. 2001)

## L(3)
- Bryan Lasme, calciatore francese (Montauban, n. 1998)
- Bryan Limbombe, calciatore belga (Malines, n. 2001)
- Bryan Linssen, calciatore olandese (Neeritter, n. 1990)

## M(3)
- Bryan Mbeumo, calciatore francese (Avallon, n. 1999)
- Bryan Mendoza, calciatore messicano (Acapulco, n. 1997)
- Bryan Mélisse, ex calciatore francese (Parigi, n. 1989)

## N(2)
- Bryan Namoff, ex calciatore statunitense (Carson City, n. 1979)
- Bryan Nouvier, calciatore francese (Metz, n. 1995)

## O(2)
- Bryan Olivera, calciatore uruguaiano (Fort Lauderdale, n. 1994)
- Bryan Oviedo, calciatore costaricano (San José, n. 1990)

## P(3)
- Bryan Passi, calciatore francese (Marsiglia, n. 1997)
- Bryan Pelé, calciatore francese (Malestroit, n. 1992)
- Bryan Prunty, ex calciatore scozzese (Coatbridge, n. 1983)

## R(6)
- Bryan Rabello, calciatore cileno (Rancagua, n. 1994)
- Bryan Reyna, calciatore peruviano (Lima, n. 1998)
- Bryan Robson, ex calciatore, allenatore di calcio e opinionista britannico (Chester-le-Street, n. 1957)
- Pop Robson, ex calciatore inglese (Sunderland, n. 1945)
- Bryan Ruiz, ex calciatore costaricano (San José, n. 1985)
- Bryan Róchez, calciatore honduregno (Tegucigalpa, n. 1995)

## S(6)
- Bryan Schmidt, calciatore argentino (La Plata, n. 1995)
- Bryan Segura, calciatore costaricano (San Isidro de El General, n. 1997)
- Bryan Silva Garcia, calciatore brasiliano (Belo Horizonte, n. 1992)
- Bryan Smeets, calciatore olandese (Maastricht, n. 1992)
- Bryan Soumaré, calciatore francese (San Quintino, n. 1999)
- Bryan Teixeira, calciatore capoverdiano (Savigny-le-Temple, n. 2000)

## T(1)
- Bryan Tamacas, calciatore salvadoregno (San Salvador, n. 1995)

## V(2)
- Bryan Vega, calciatore costaricano (San José, n. 1991)
- Bryan Verboom, calciatore belga (Anderlecht, n. 1992)

## Z(1)
- Bryan Zaragoza, calciatore spagnolo (Malaga, n. 2001)